# Ptychamalia magitaria
Ptychamalia magitaria là một loài bướm đêm trong họ Geometridae.